# Adonisea bina
Adonisea bina är en fjärilsart som beskrevs av Achille Guenée 1852. Adonisea bina ingår i släktet Adonisea och familjen nattflyn. Inga underarter finns listade i Catalogue of Life.